# Tibouchina purpurascens
Tibouchina purpurascens là một loài thực vật có hoa trong họ Mua. Loài này được Cogn. miêu tả khoa học đầu tiên năm 1890.